# 中国街道

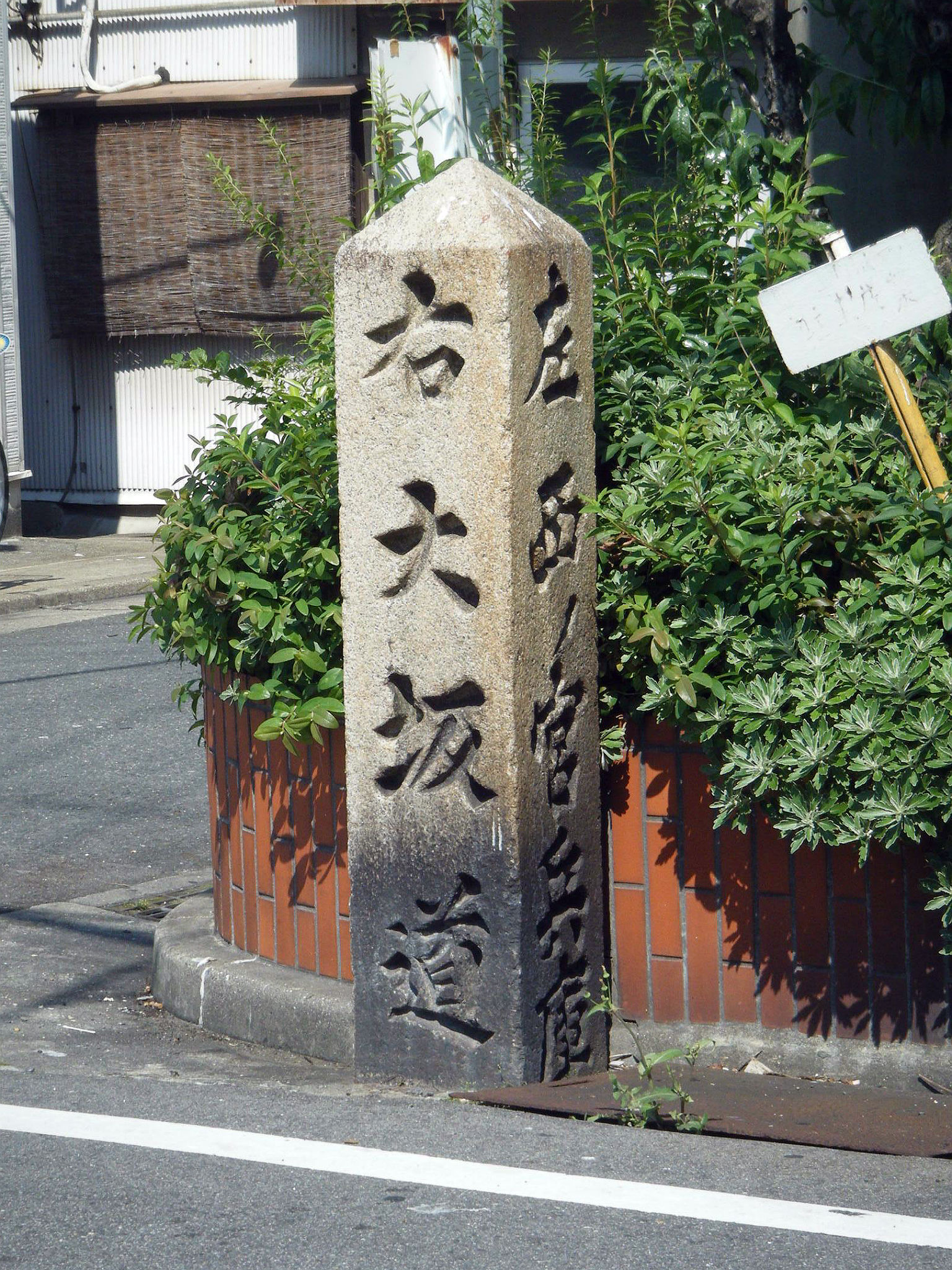
旧中国街道に立つ道標（兵庫県尼崎市西本町八丁目）

中国街道（ちゅうごくかいどう）は、大坂と西宮を結ぶ街道。別名は中国路（ちゅうごくじ）、浜街道（はまかいどう）。
大坂城下高麗橋を起点に、難波橋、十三の渡し、神崎の渡し、大物浦、尼崎城下などを経由して、西宮本町で西国街道に合流する。なお、西国街道を中国街道・中国路と称することもある。

## 歴史
記録を遡れるのは、中世までであるが、近世になると、大坂と西国との物資の流通の要となる。往時の街道沿線には、要所要所に道標が設置されていた。現在では、区画整理の結果、その街道筋を忠実に辿ることは困難になっている。しかし今でも、それら道標のうち幾つかが土中から発掘されるなどして、往時の姿を偲ばせている。大名行列が通ることもあった。
明治国道の国道26号に指定されたが、大正国道の国道2号は西本町交差点以西のみの指定となり、以東は西成大橋（新淀川）や辰巳橋（左門殿川）を経由する大和田街道・梅田街道と、尼崎城下の東本町と城内（南浜）を横断する道路が指定された。そして、1927年の阪神国道（現・国道2号）開通を受けて国道指定から外れた。しかし、1953年に西本町交差点 - 貴布祢交差点間が二級国道173号に指定され、1958年には一級国道43号に昇格。1965年より国道43号となった。

## 沿線
- 高麗橋 - 大阪市中央区高麗橋
- 難波橋 - 大阪市北区中之島
- 綱敷天神社 - 大阪市北区神山町
- 鶴乃茶屋跡 - 大阪市北区茶屋町
- 十三の渡し - 大阪市淀川区新北野
- 神崎の渡し[2] - 尼崎市神崎町
- 遊女塚 - 尼崎市神崎町、梅ヶ枝公園

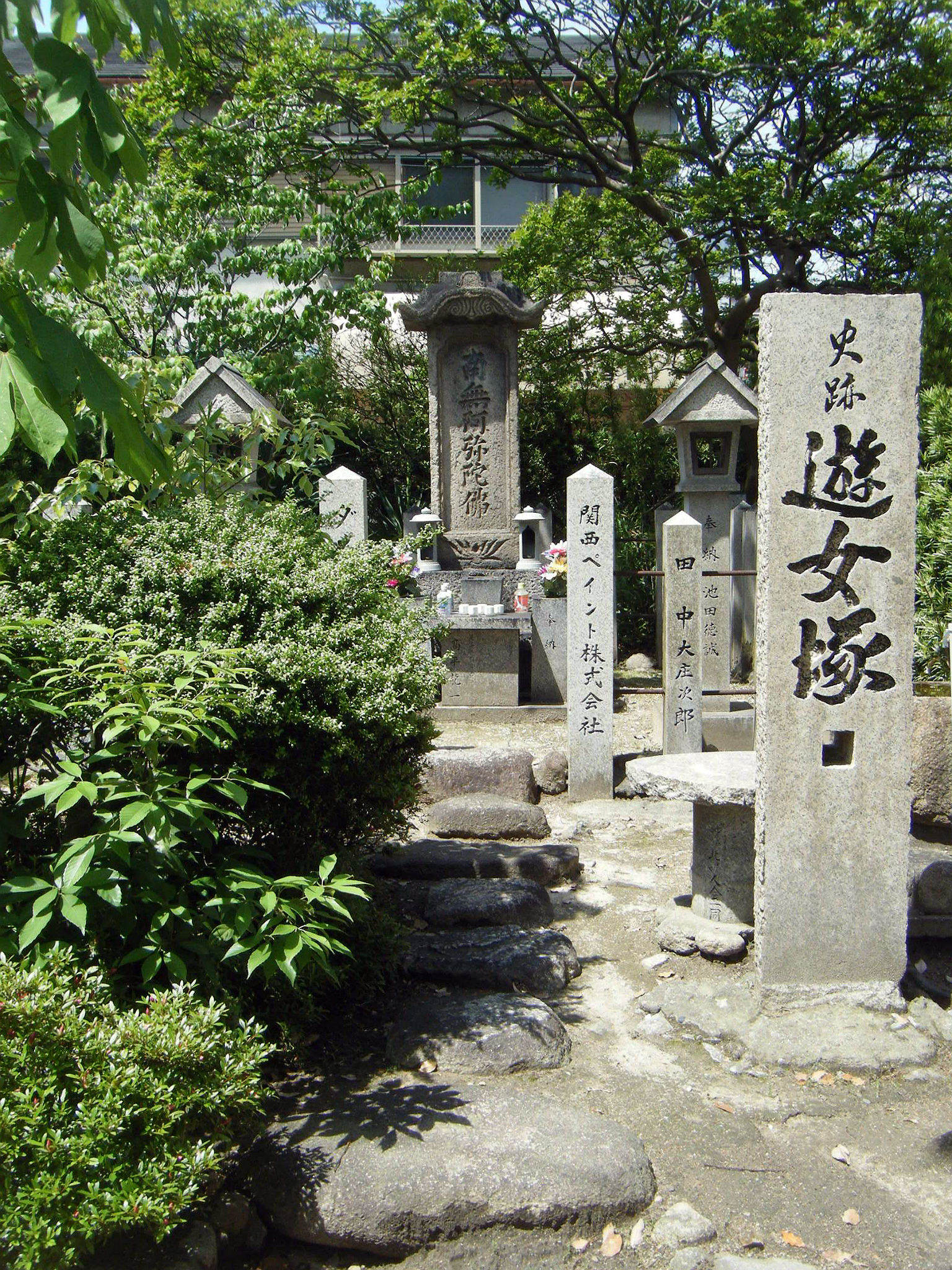
遊女塚（尼崎市神崎町）

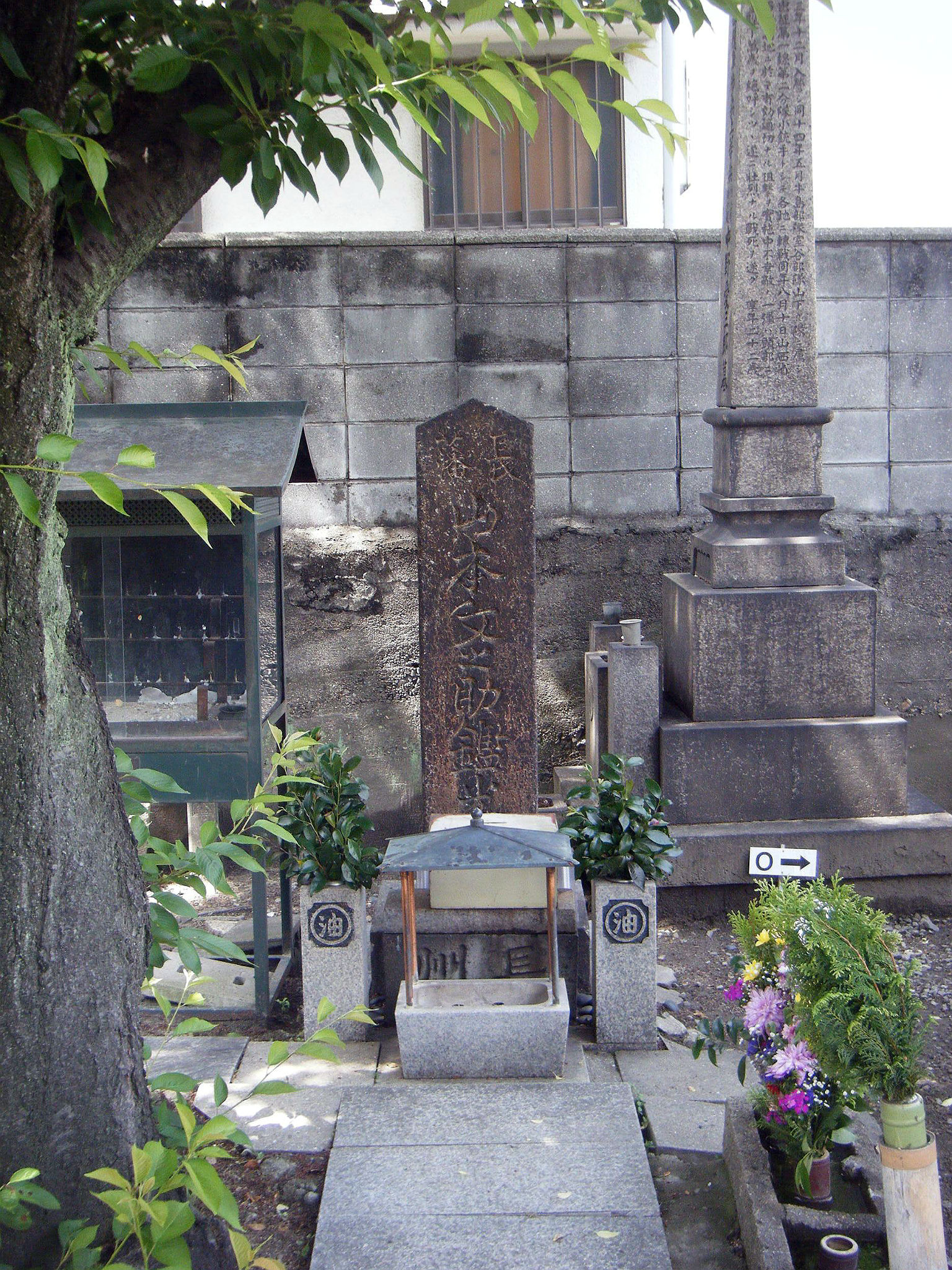
残念さんの墓（長州藩士・山本文之助の墓）

  - 1692年（元禄5年）正月の年紀銘に加え、遊女5人の名があったと言われている。讃岐国へ流される途中当地に立ち寄った法然に念仏を授けられ、川に身を投げた遊女達の亡骸を葬ったものと伝えられている[3]。
- 残念さんの墓 - 尼崎市大物町、大物公園
  - 長州藩士・山本文之助の墓。1864年（元治元年）の蛤御門の変にて京都からの帰途、大物で捕らえられ自決した。死に際に「残念、残念」と叫んだとされ、幕府に反感を持つ民衆の墓参りが絶えず「残念さん」と呼ばれるようになった[4]。
- 大物主神社 - 尼崎市大物町
- 大物崩れ戦跡 - 尼崎市大物町
- 尼崎城跡 - 尼崎市南城内
- 琴浦神社 - 尼崎市琴浦町
- 雉ガ坂伝説地[5] - 尼崎市大庄西町
- 岡太神社 - 西宮市小松
- 鳴尾の孤松（ひとりまつ） - 西宮市里中町
- 長蘆寺 - 西宮市鳴尾町